# Fizyka płynów

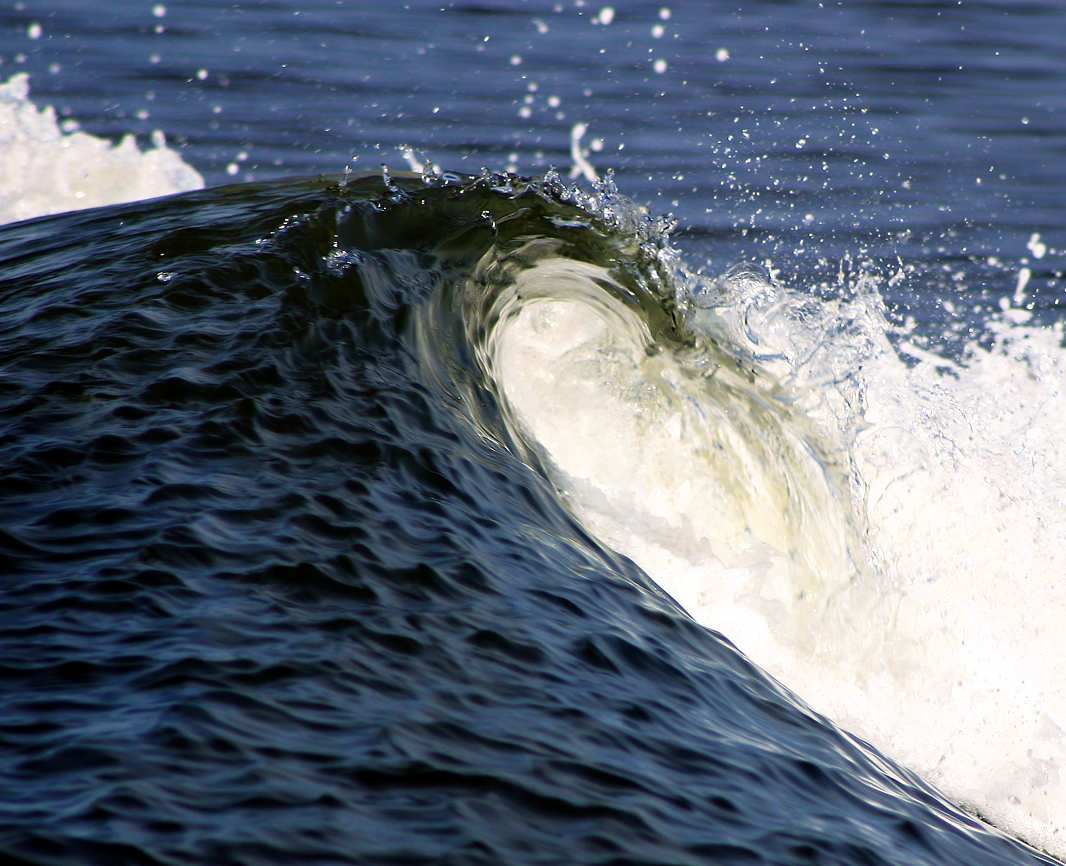
Wzburzenie wody po przepłynięciu promu

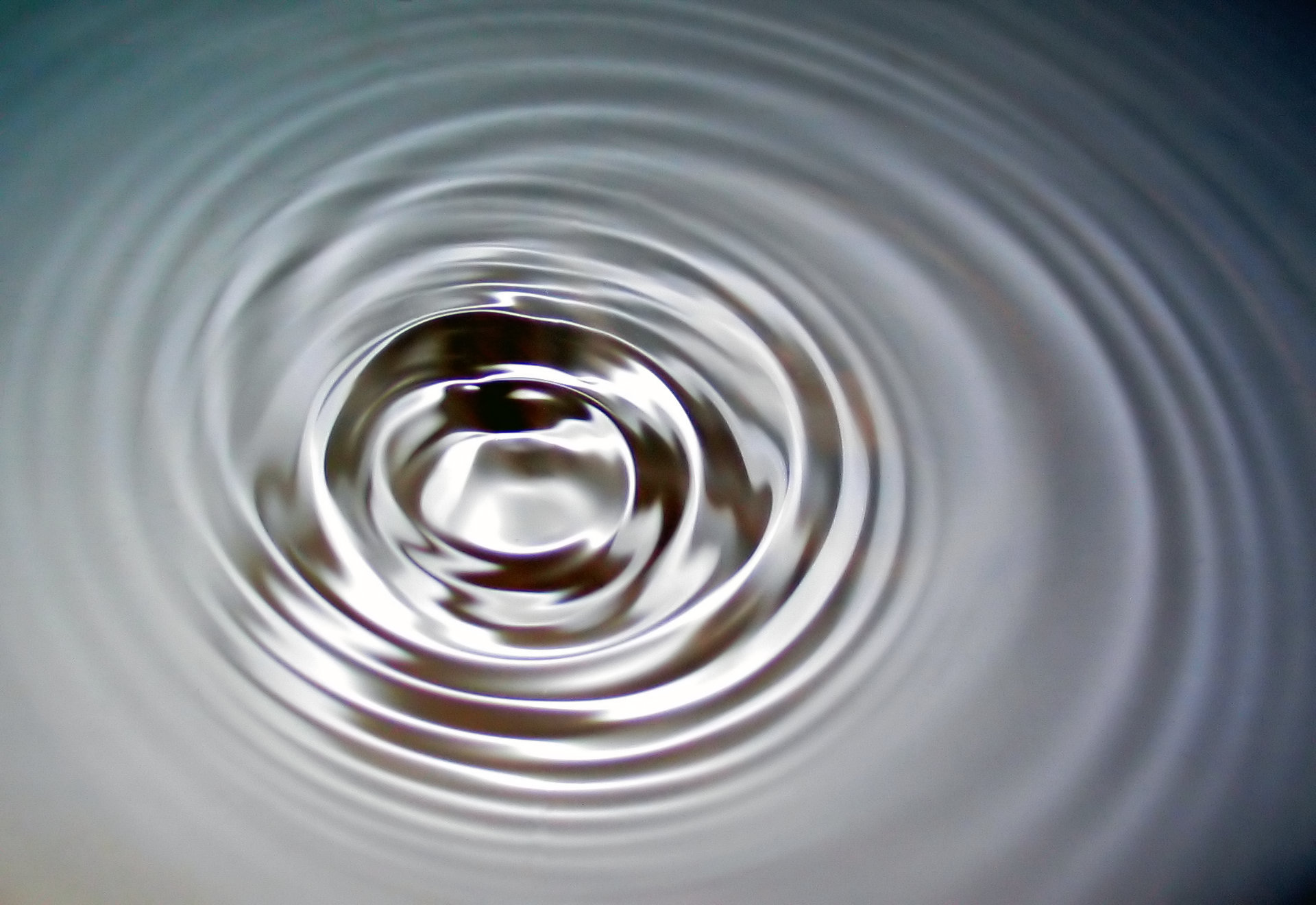
Fale na powierzchni wody

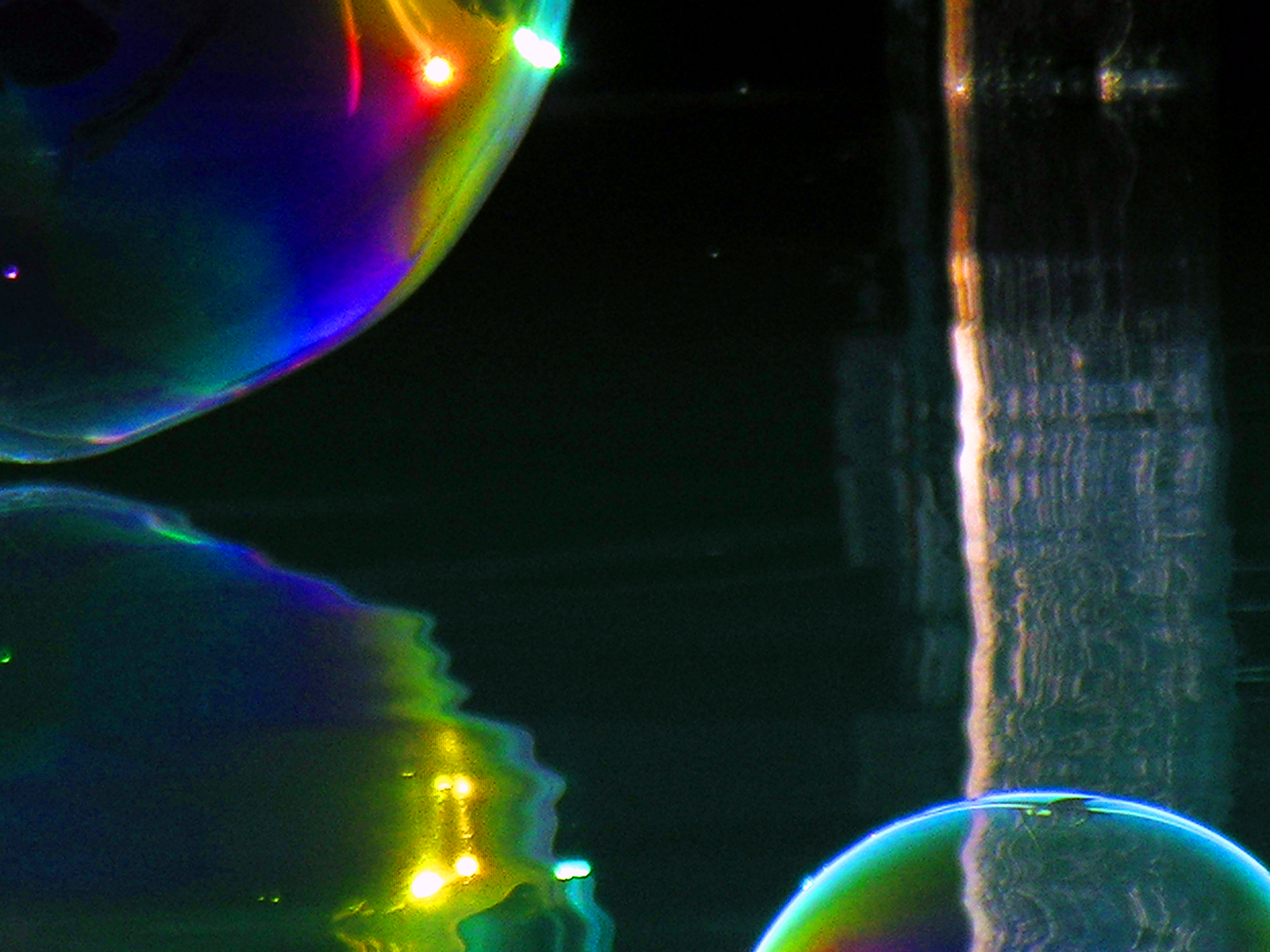
Pęcherzyki

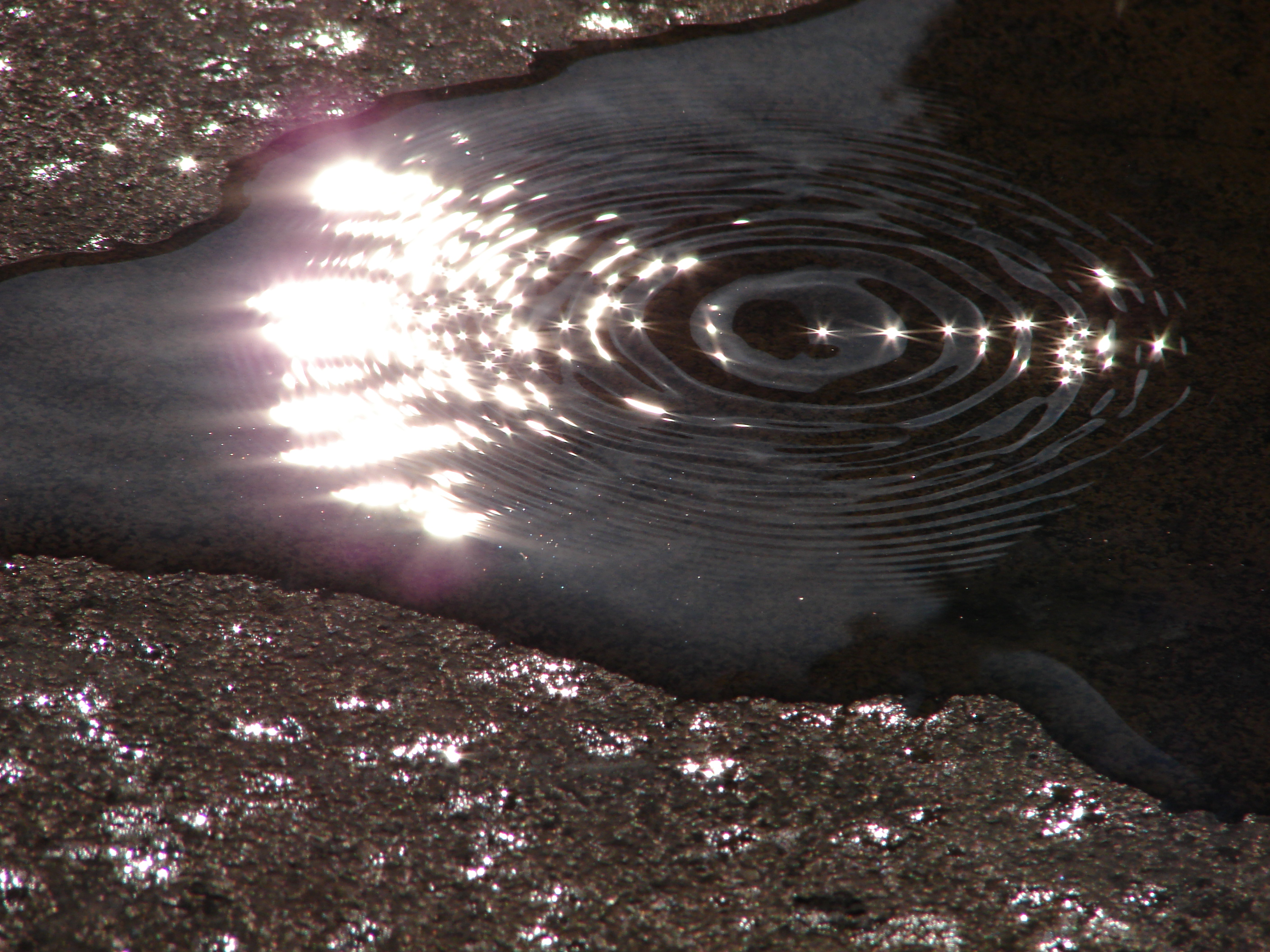
Fale rozchodzące się na powierzchni wody

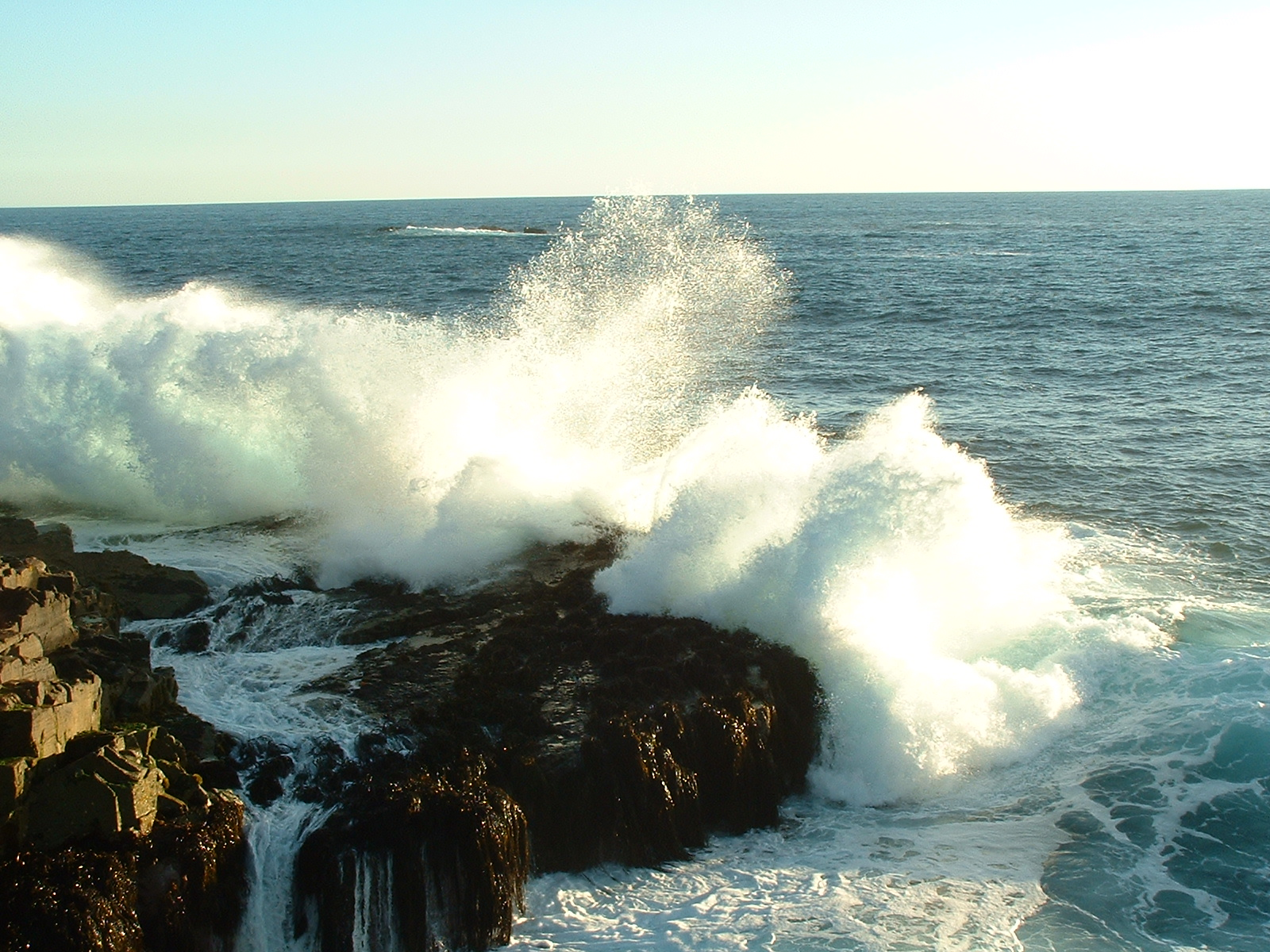
Siła i piękno fal oceanicznych

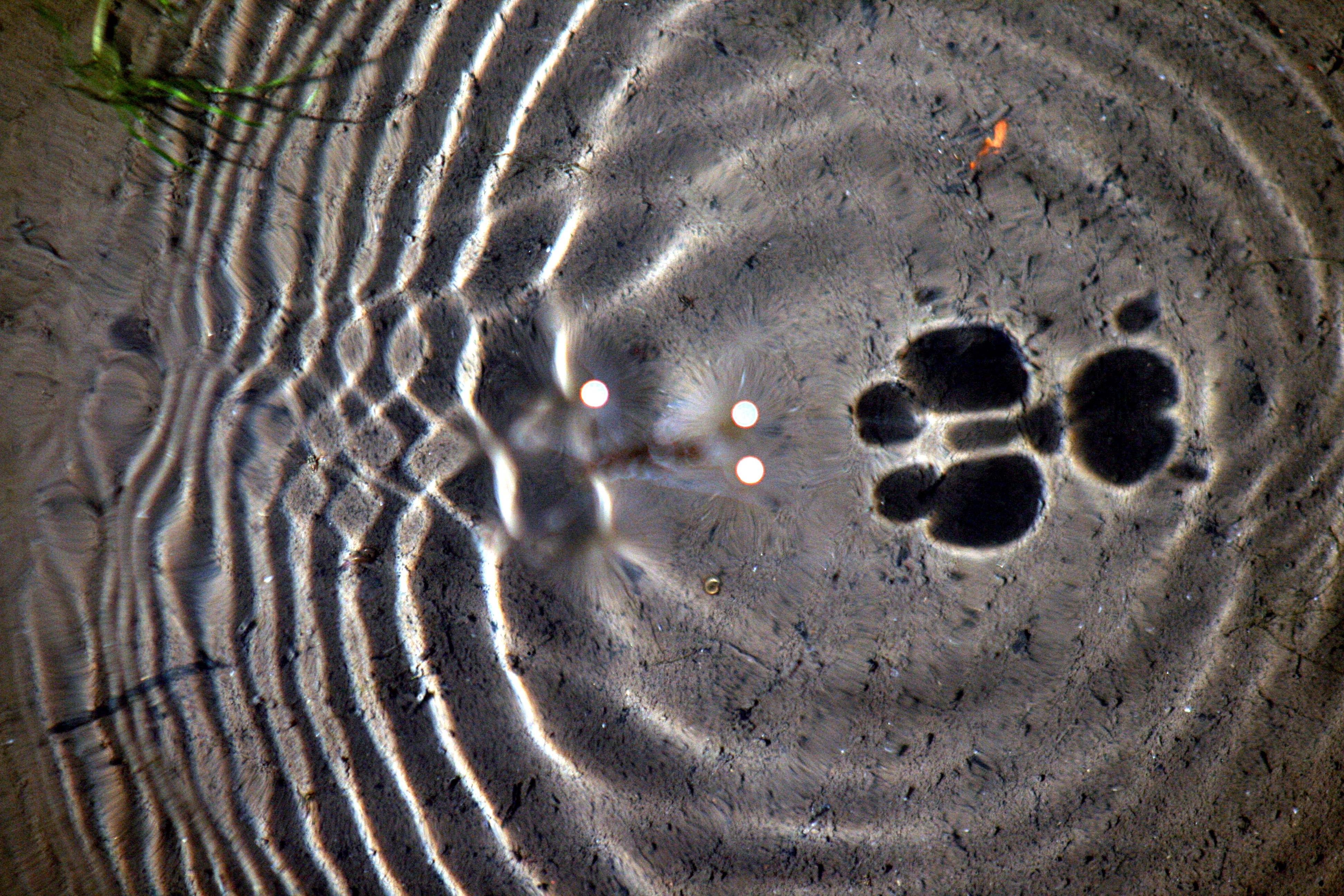
Fale powierzchniowe powstałe w wyniku poruszającego się owada nartnika

Fizyka płynów to dziedzina fizyki zajmująca się badaniem ruchliwości płynów oraz skutkami ruchów płynów, rozpatrując je głównie w skali mikroskopowej w celu uzupełnienia opisu makroskopowego. Analizując zachowanie pojedynczych cząsteczek stara się przewidzieć potencjalne zachowanie płynów oraz wyjaśnić zjawiska związane z płynami.
Szybko rozwijająca się fizyka płynów obejmuje również osobny dział mechaniki płynów, który opisuje zachowanie płynów w skali makroskopowej, w ujęciu klasycznym, opierającym się na zasadach dynamiki sformułowanych przez Isaaca Newtona.
Poznanie i zrozumienie zjawisk związanych z ruchliwością płynów ma kluczowe znaczenie w udoskonaleniu i kontrolowaniu procesów przemysłowych oraz naturalnych zachodzących w żywych organizmach i przyrodzie. Wynika to z faktu, że trzy spośród czterech stanów skupienia (gazy, ciecze, plazma) należą do kategorii płynów, a nawet ciała stałe (czwarty stan skupienia materii) zachowują się w odpowiednich warunkach zewnętrznych w sposób charakterystyczny dla płynów.
Przedmiotem badań fizyki płynów są między innymi następujące zagadnienia:
- struktura płynów
- dynamika płynów (opisuje ruchliwość cieczy i gazów oraz ich oddziaływania z ciałami stałymi)
- napięcie powierzchniowe
- zjawiska związane z przepływem i pęcherzykami
- zachowanie się kropli
- stan wzburzenia płynu (turbulencja)
- mikroskopowe zjawiska zachodzące w płynach (głównie dotyczące nanopęcherzyków)
- przepływ ciepła
- zmiany fazowe
- zjawiska powierzchniowe zachodzące w złożonych systemach wieloskładnikowych
- zjawiska występujące podczas wrzenia i kondensacji
- nawilżanie, koalescencja i przepływ kapilarny
- dyfuzja w mieszaninach
- trwałość pianek i emulsji
- systemy wielofazowe i oddziaływania powierzchniowe (przepływ ciepła, wymiana masy i procesy chemiczne).

Fizyka płynów ma charakter interdyscyplinarny. Odkrycia z tej dziedziny znajdują zastosowanie w prawie wszystkich aspektach codziennego życia oraz w ochronie środowiska naturalnego człowieka. Na przykład w:
- produkcji żywności
- przemyśle farmaceutycznym
- technice chłodniczej w przemyśle i gospodarstwie domowym
- zamrażaniu
- technice klimatyzacyjnej
- recyclingu wody
- technologii powierzchni wodoodpornych i wodoszczelnych
- odsalaniu wody morskiej
- recyklażowaniu ciepła
- funkcjonowaniu i chłodzeniu reaktorów atomowych
- magazynowaniu cieczy w niskich temperaturach
- technice grzewczej (rury ciepłownicze i grzejniki)
- jednoczesnym produkowaniu energii elektrycznej oraz energii do celów ciepłowniczych i chłodzenia
- transporcie
- biologii
- medycynie